# ナースセンター
ナースセンターとは、日本において1992年（平成4年）に制定された「看護師等の人材確保の促進に関する法律」に基づき設置された施設である。同法に定める看護師等の就業の促進のための事業など看護師等の確保を図るための事業を適正かつ確実に行うものとして、指定法人として法定化したものである。
47都道府県に必ず1つの都道府県ナースセンターがあり、看護職確保対策に向けた取り組みを行っている。
- 看護師等の人材確保の促進に関する法律について、以下では条数のみ記す。

## 都道府県ナースセンター
都道府県知事は、看護師等の就業の促進その他の看護師等の確保を図るための活動を行うことにより保健医療の向上に資することを目的とする一般社団法人又は一般財団法人であって、以下に規定する業務を適正かつ確実に行うことができると認められるものを、その申請により、都道府県ごとに一個に限り、都道府県ナースセンター（以下、「都道府県センター」）として指定することができる（第14条1項）。この規定により、現在各都道府県の看護協会が都道府県知事から指定を受けている。このナースセンターの積極的な業務の展開を通じて、地域における円滑な看護婦等の再就業の促進、離職の防止などの看護婦等確保対策が進められることが期待される（平成4年10月21日健政発第676号、職発第714号、文高医第299号）。
都道府県センターは、当該都道府県の区域内において、次に掲げる業務を行うものとする（第15条）。
1. 病院等における看護師等の確保の動向及び就業を希望する看護師等の状況に関する調査を行うこと。
2. 訪問看護その他の看護についての知識及び技能に関し、看護師等に対して研修を行うこと。
3. 前号に掲げるもののほか、看護師等に対し、看護についての知識及び技能に関する情報の提供、相談その他の援助を行うこと。
4. 病院その他の病院等の開設者、管理者、看護師等確保推進者等に対し、看護師等の確保に関する情報の提供、相談その他の援助を行うこと。
5. 看護師等について、無料の職業紹介事業を行うこと。
6. 看護師等に対し、その就業の促進に関する情報の提供、相談その他の援助を行うこと。
7. 看護に関する啓発活動を行うこと。
8. 前各号に掲げるもののほか、看護師等の確保を図るために必要な業務を行うこと。

都道府県センターは、地方公共団体、公共職業安定所その他の関係機関との密接な連携の下に5.及び6.の業務を行わなければならない（第16条）。都道府県センターは、都道府県その他の官公署に対し、6.の業務を行うために必要な情報の提供を求めることができる（第16条の2）。都道府県センターの役員若しくは職員又はこれらの者であった者は、正当な理由がなく、これらの業務に関して知り得た秘密を漏らしてはならない（第16条の4）。
- 都道府県ナースセンターは、その受け付けた求人、求職の情報を、受け付けた日の翌日から起算して2週間を経過したものについて、その後、2週間以内に、福祉重点公共職業安定所が設置されている都道府県においては当該重点所に、重点所が設置されていない都道府県においては厚生労働省が連携の利便に配慮して定める公共職業安定所に対して提供する（平成4年11月2日看第35号・業調発第74号)。

### 看護師等免許保持者の届出制度
看護師等は、病院等を離職した場合その他の厚生労働省令で定める場合には、住所、氏名その他の厚生労働省令で定める事項を、厚生労働省令で定めるところにより、都道府県センターに届け出るよう努めなければならない。看護師等は、この規定により届け出た事項に変更が生じた場合には、厚生労働省令で定めるところにより、その旨を都道府県センターに届け出るよう努めなければならない。病院等の開設者等その他厚生労働省令で定める者は、この規定による届出が適切に行われるよう、必要な支援を行うよう努めるものとする（第16条の3）。平成27年10月1日の改正法施行により新たに導入された。これまで、看護職員については、就業している者は2年に一回の「業務従事者届」が保健師助産師看護師法に基づき義務づけられているが、就業していない者を把握する方法がなかったことから、潜在看護職員の復職支援を強化していく狙いで設けられた。
- 「厚生労働省令で定める場合」とは、以下の通り（施行規則第3条）
  - 病院等を離職した場合
  - 保健師助産師看護師法に規定する業に従事しなくなった場合
  - 保健師、助産師、看護師又は准看護師の免許を受けた後、これらの業に直ちに従事する見込みがない場合
- 届け出る事項は以下の通り（施行規則第4条）
  - 氏名、生年月日及び住所
  - 電話番号、電子メールアドレスその他の連絡先に係る情報
  - 保健師籍、助産師籍、看護師籍又は准看護師籍の登録番号及び登録年月日
  - 就業に関する状況

## 中央ナースセンター
厚生労働大臣は、都道府県ナースセンターの業務に関する連絡及び援助を行うこと等により、都道府県ナースセンターの健全な発展を図るとともに、看護師等の確保を図り、もって保健医療の向上に資することを目的とする一般社団法人又は一般財団法人であって、以下に規定する業務を適正かつ確実に行うことができると認められるものを、その申請により、全国を通じて一個に限り、中央ナースセンター（以下、「中央センター」）として指定することができる（第20条）。この規定に基づき、現在日本看護協会が厚生労働大臣から指定を受けている。
中央センターは、次に掲げる業務を行うものとする（第21条）。
1. 都道府県センターの業務に関する啓発活動を行うこと。
2. 都道府県センターの業務について、連絡調整を図り、及び指導その他の援助を行うこと。
3. 都道府県センターの業務に関する情報及び資料を収集し、並びにこれを都道府県センターその他の関係者に対し提供すること。
4. 二以上の都道府県の区域における看護に関する啓発活動を行うこと。
5. 前各号に掲げるもののほか、都道府県センターの健全な発展及び看護師等の確保を図るために必要な業務を行うこと。

中央センターの役員若しくは職員又はこれらの者であった者は、正当な理由がなく、これらの業務に関して知り得た秘密を漏らしてはならない（第22条）。